# Oxicloración
En química orgánica, la oxicloración es el proceso de crear enlaces carbono-cloro (C-Cl). En lugar de usar directamente Cl2, la oxicloración utiliza cloruro de hidrógeno en combinación con oxígeno. Este proceso es atractivo industrialmente porque el cloruro de hidrógeno es menos costoso que el cloro.

## Mecanismo
Generalmente la reacción suele ser iniciada por el cloruro de cobre (II) (CuCl2), que es el catalizador más común en la producción de 1,2-dicloroetano. En algunos casos, el CuCl2 es soporte de sílice en presencia de KCl, LaCl3 o AlCl3 como co-catalizadores. Además del sílice, también se han utilizado otros soportes como diversos tipos de alúmina, diatomita o piedra pómez. Esta reacción es altamente exotérmica (238 kJ/mol). Se controla la temperatura para protegerla contra la degradación térmica del catalizador.
CH2=CH2 + 2 CuCl2 → 2 CuCl + ClH2C-CH2Cl
El cloruro de cobre (II) se regenera por reacciones secuenciales de cloruro cuproso con oxígeno y después cloruro de hidrógeno:
½ O2  +  2 CuCl  →   CuOCuCl2
2 HCl  +  CuOCuCl2    →   2 CuCl2  +  H2O

## Aplicaciones
El sustrato más común para esta reacción es el etileno:
CH2=CH2  +  2 HCl  +  ½ O2    →    ClCH2CH2Cl  +  H2O
La oxicloración es de especial importancia en la creación de 1,2-dicloroetano, que a su vez se convierte en cloruro de vinilo. Como se puede ver en la siguiente reacción, el 1,2-dicloroetano se craquea:
ClCH2CH2Cl → CH2=CHCl + HCl
2 HCl + CH2=CH2 + ½ O 2 → ClCH2CH2Cl + H2O
El HCl que resulta de este proceso de craqueo se recicla mediante oxicloración para reducir el uso de la materia prima. El hecho de que la reacción se auto-alimente es una de las razones por las que la industria utiliza la oxicloración en lugar de la cloración directa.